# Dance with the Devil (canção de Immortal Technique)
"Dance with the Devil" é uma canção do rapper Immortal Technique do seu álbum de estreia Revolutionary Vol. 1 (2001). A revista americana Complex classificou "Dance with the Devil" no #10 lugar em sua lista das 25 canções de rap mais violentas de todos os tempos.